# 戈兰·瑟伯恩
戈兰·瑟伯恩（瑞典語：Göran Therborn，1941年9月23日—）是瑞典社会学家，英国剑桥大学教授。知名于对马克思主义社会学的研究，曾在《新左翼评论》期刊上发表了大量文章。主要著作《从马克思主义到后马克思主义？》、《世界上的不整齐》、《性与权柄：20世纪的家庭》等。

## 经历
1941年出生于瑞典卡尔马。毕业于隆德大学，1974年获得哲学博士学位。同年任隆德大学社会学教授，1981年至1987年任奈梅亨天主教大学政治学教授，1987年至2003年任哥德堡大学社会学教授，2003年至2006年任瑞典乌普萨拉大学社会学教授。2006年起担任剑桥大学社会学系主任，2010年退休。

## 荣誉
- 丹麦罗斯基勒大学荣誉博士（2007年）
- 西班牙国立远程教育大学荣誉博士（2014年1月）[3]
- 瑞典扬·米尔达-列宁奖（2019年）

## 著作
- Therborn, Göran. . Verso. 1976. ISBN 0-86091-724-X.
- Therborn, Göran. . New Left Review. May–June 1977, I (103): 3–41  [2019-08-29]. （原始内容存档于2018-08-26）.
- Therborn, Göran. . 1978. (Reprinted as Radical Thinkers Series, Verso (2008)
- Therborn, Göran. . 1980.(Reprinted as Verso Classic (1999)
- Therborn, Göran. . 1986.
- Therborn, Göran. . 1995.
- Therborn, Göran. . 2004.
- Therborn, Göran. . 2008.
- Therborn, Göran. . 2010  [2019-08-29]. ISBN 9781441981288. （原始内容存档于2019-08-29）.
- Therborn, Göran. . 2011.
- Therborn, Göran. . 2013.
- Therborn, Göran. . 2017.

## 中文译本
- 戈兰·瑟伯恩. . 由孟建华翻译. 社会科学文献出版社. 2011年10月. ISBN 9787509723456.
- 戈兰·瑟伯恩. 由付小红翻译. . 马克思主义研究. 2013, (8): 142–150. ISSN 1006-5199.
- 戈兰·瑟伯恩. 由孙海洋翻译. . 国外理论动态. 2015, (5): 30–36. ISSN 1674-1277.